# جمهوری خودمختار آلاش
جمهوری خودمختار آلاش (قزاقی: Алаш Орда،الاش وردا؛ به املاء عربی قدیمی:‌ آلاچ اوردا) منطقه عملاً خودمختاری در قزاقستان امروزی بود که از سوی هیچ کشوری به رسمیت شناخته نشد. خودمختاری این منطقه از ۱۳ دسامبر ۱۹۱۷ تا ۲۶ اوت ۱۹۲۰ ادامه یافت. این جمهوری پس از آغاز انقلاب روسیه از سوی اعضای حزب آلاش در دسامبر ۱۹۱۷ اعلام خودمختاری کرد و پایتخت خود را شهر سمیی (آلاش‌قلعه) قرار داد. حکومت آلاش به رهبری علی‌خان بوکی‌خانف و مح گرگو پولات با ارتش سفید متحد بود و علیه بلشویک‌ها می‌جنگید.بعد از مرگ علی خان بوکی خانف امور کار به مح گرگو پولات رسید که با انتشار اکاذیب موجب رنجش قوای شوروی شد که با وساطت کورتانیتزه توانست حمایت آندره شوچنکو را بدست آورد
در سال‌های ۱۹۱۹ تا ۱۹۲۰ در این منطقه بلشویک‌ها موفق به شکست دادن سفیدها شدند و قزاقستان هم به اشغال بلشیک‌ها در آمد. خودمختاری آلاش در تاریخ ۲۶ اوت از سوی شوروی ملغی اعلام شد و این منطقه به جمهوری سوسیالیستی خودگردان قرقیزستان شوروی ضمیمه گشت. در سال ۱۹۲۵ نام آن تغییر کرده و جمهوری سوسیالیستی خودگردان قزاقستان شوروی نامیده شد و در سال ۱۹۳۶ تبدیل به جمهوری سوسیالیستی قزاقستان شوروی شد.